# I. e. 184
Évszázadok: i. e. 3. század – i. e. 2. század – i. e. 1. század
Évtizedek: i. e. 230-as évek – i. e. 220-as évek – i. e. 210-es évek – i. e. 200-as évek – i. e. 190-es évek – i. e. 180-as évek – i. e. 170-es évek – i. e. 160-as évek – i. e. 150-es évek – i. e. 140-es évek – i. e. 130-as évek
Évek: i. e. 189 – i. e. 188 – i. e. 187 – i. e. 186 –  i. e. 185 – i. e. 184 – i. e. 183 – i. e. 182 – i. e. 181 – i. e. 180 – i. e. 179

## Események

### Róma
- Publius Claudius Pulchert (az előző évi consul fivérét) és Lucius Porcius Licinust választják consulnak. Mindkettőjüket a lázadó ligurok ellen küldik.
- Marcus Porcius Catót és Lucius Valerius Flaccust választják censornak. A censorok rendkívüli szigorúsággal felülvizsgálják a szenátorok és lovagok listáját és az állami bevételeket, amellyel sok ellenséget szereznek. Cato kampányt indít a régi római, puritán erkölcsök megőrzésére és megújítására és a görög kulturális hatások mérséklésére, amelyet ő a római társadalom megmételyezőjének tart.
- Mivel sorra érkeznek a görög követségek, amelyek V. Philipposz makedón király túlkapásai és Róma elleni fegyverkezése miatt panaszkodnak, Appius Claudius Pulcher vezetésével követséget küldenek Hellászba.
- Megalapítják Pisaurum városát az Adria mentén élő picenusok területén.
- Elkészül a legkorábbi bazilika, a Basilica Porcia, amely befejezőjéről, M. Porcius Catóról kapja a nevét.

### Kína
- Meghal Csien-sao császár. Utódja féltestvére, Hou-sao, de a tényleges hatalom továbbra is az özvegy Lü császárné kezében marad.

## Halálozások
- Han Csien-sao kínai császár
- Titus Macchius Plautus, római színműíró

## Fordítás
- Ez a szócikk részben vagy egészben  a(z)   184 BC című angol Wikipédia-szócikk ezen változatának fordításán alapul.  Az eredeti cikk szerkesztőit annak laptörténete sorolja fel. Ez a jelzés csupán a megfogalmazás eredetét és a szerzői jogokat jelzi, nem szolgál a cikkben szereplő információk forrásmegjelöléseként.